# Jubaland

Vlag van Jubaland

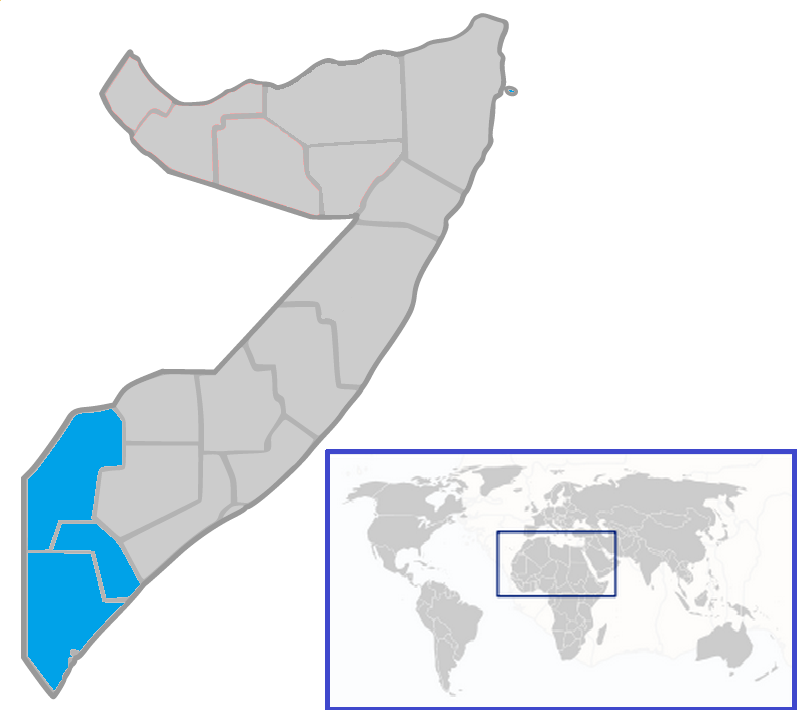
Locatie van Jubaland binnen Somalië

Jubaland (Somalisch: Jubbaland, Arabisch: جوبالاند) of Azania is het zuidwestelijke deel van Somalië, ten zuidwesten van de rivier de Juba. Het omvat de regio's Gedo, Jubbada Dhexe en Jubbada Hoose.
Jubaland heeft een oppervlakte van 87.000 km². In 1998/99 was de regio tijdelijk de facto onafhankelijk maar valt sindsdien weer onder Somalië. Eind augustus 2006 was het echter voor het grootste deel in handen van de Moedjahedien, een bondgenoot van de Unie van Islamitische Rechtbanken. De regio Gedo was echter deels in handen van lokale clans.
In 2010 werd wederom een de facto onafhankelijke staat uitgeroepen die ook als Azania bekendstaat. In 2011 was Jubaland het toneel van een militaire operatie van Kenia gericht tegen Al-Shabaab.